# Round Midnight (colonna sonora)
Round Midnight è un album di Herbie Hancock,  pubblicato nel 1986 dalla Columbia Records, colonna sonora dell'omonimo film diretto da Bertrand Tavernier.
Ha vinto l'Oscar alla migliore colonna sonora, nell'edizione del 1987.

## Descrizione
La colonna sonora si compone tanto di jazz standard quanto di brani originali, scritti dallo stesso Hancock. Egli utilizza composizioni jazz di stili differenti che mettono in evidenza le peculiarità di ciascun artista, rendendo ogni pezzo un prezioso lavoro di confronto e di elaborazione all’interno della cultura jazz e che non esaurirà il suo ruolo esclusivamente in quello di colonna sonora. Infatti il cd da quel momento in poi  rappresenterà infatti un’autentica pietra miliare della musica jazz. 

## Tracce
1. "Round Midnight" (Thelonious Monk, Bernie Hanighen, Cootie Williams) – 5.35
2. "Body and Soul"  (Edward Heyman, Robert Sour, Frank Eyton, Johnny Green) – 5.54
3. "Bérangère's Nightmare" (Hancock) – 3.06
4. "Fair Weather" (Kenny Dorham) – 6.05
5. "Una noche con Francis" (Bud Powell) – 4.22
6. "The Peacocks" (Jimmy Rowles) – 7.16
7. "How Long Has This Been Going On?" (Ira Gershwin, George Gershwin) – 3.12
8. "Rhythm-a-Ning" (Monk) – 4.11
9. "Still Time" (Hancock) – 3.50
10. "Minuit aux Champs-Elysées" (Henri Renaud) – 3.26
11. "Chan's Song (Never Said)" (Stevie Wonder, Hancock) – 4.15

## Formazione
- Herbie Hancock – piano (tutti i brani eccetto la traccia 8)
- Ron Carter – bass (tracce 1, 8 & 11)
- Tony Williams –  batteria (1, 8 & 11)
- Bobby McFerrin – voce (1 & 11)
- Dexter Gordon – sax tenore (2, 5, 7–9)
- Pierre Michelot – contrabbasso (2–7 & 9)
- Billy Higgins – batteria (2–7 & 9)
- John McLaughlin – chitarra (2 & 3)
- Chet Baker – voce e tromba (4)
- Wayne Shorter – sax tenore (5), sax soprano (6)
- Bobby Hutcherson – vibrafono (5 & 10)
- Lonette McKee – voce (7)
- Freddie Hubbard – tromba (8)
- Cedar Walton – pianoforte (8)